# Ioannis Vrettos
Ioannis Vrettos war ein griechischer Leichtathlet.
Vrettos nahm an den Olympischen Sommerspielen 1896 in Athen teil. Er wurde beim Marathonlauf hinter zwei griechischen Landsmännern und dem Ungarn Gyula Kellner Vierter von 17 Teilnehmern, von denen allerdings nur neun ins Ziel kamen.